# レナト・ジルネイ・フロレンシオ・サントス
レナト（Renato）こと、レナト・ジルネイ・フロレンシオ・サントス（Renato Dirnei Florêncio Santos、1979年5月15日 - ）は、ブラジル・サンパウロ州サンタ・メルセデス出身の元サッカー選手。カンピオナート・ブラジレイロ・サントスFCのフットボール・ディレクター。元ブラジル代表。現役時代のポジションはミッドフィールダー。展開力に優れたボランチであったが、チーム事情によりトップ下やフォワードとしてプレーしたこともあった。「ヘナット」「レナチーニョ」と表記されることもある。

## 経歴

### クラブ
ブラジルのグアラニFCとサントスFCでプレーし、25歳の時にリーガ・エスパニョーラのセビージャFCに移籍した。2004年8月29日のアルバセテ・バロンピエ戦（1-0）の後半開始すぐに途中出場してデビューし、初得点となる決勝点も決めた。2005-06シーズンと2006-07シーズンのUEFAカップでは合わせて16試合に出場し、チームは大会2連覇を果たした。レナトは2006-07シーズンの同大会準決勝CAオサスナ戦セカンドレグ（2-0）で、2試合合計で勝ち越しとなる重要な得点を決めている。また、2シーズン連続で決勝に出場している。2008-09シーズンは終盤までリーグ優勝を争ったチームで32試合に出場して8得点しているが、このうちの4得点は2008年12月から2009年1月にかけての1ヶ月の間に決めたものである。得点した試合はアウェーでのレアル・マドリード戦（4-3）、ホームでのビジャレアルCF戦（1-0）、アウェーでのデポルティーボ・ラ・コルーニャ戦（1-3）、ホームでのCDヌマンシア戦（1-0）であり、4点のうち3点を勝利に結びつけている。2009-10シーズンにはセビージャFC生え抜きのヘスス・ナバスに次いで在籍期間の長い選手となり、2010年5月28日には2012年6月までの1年間の契約延長に合意した。2011年3月1日のエルクレスCF戦に出場して、セビージャFCでの公式戦の通算出場試合数が279試合となり、1960年代に活躍したイグナシオ・アチュカロの外国人最多出場記録を抜りかえた。
2011年5月26日にセビージャとの契約を解除し、ボタフォゴFRと3年契約を結んだことが発表された。
2014年5月13日、サントスへ復帰した。
2018年9月18日に、契約満了まで選手としても行動しながら、サントスのフットボール・ディレクターになることが発表された。同年11月24日に現役引退を発表した。

### 代表
2003年にブラジル代表デビューし、カルロス・アルベルト・パレイラ監督のお気に入りの選手となった。2004年のコパ・アメリカ2004ではチームの全6試合に出場して優勝し、2005年の2005 FIFAコンフェデレーションズカップでは5試合に途中出場し、やはりタイトルを勝ち取った。2006 FIFAワールドカップ・南米予選にも招集されていたが、本大会にはジウベウト・シウヴァが登録され、レナトは選出されなかった。2006年に就任したドゥンガ監督はエラーノなどを好み、以後は招集されていない。

## タイトル

### クラブ
サントスFC
- カンピオナート・ブラジレイロ・セリエA：2回 (2002, 2004)
- カンピオナート・パウリスタ：1回 (2015)

セビージャFC
- UEFAカップ：2回 (2005–06, 2006–07)
- UEFAスーパーカップ：1回 (2006)
- コパ・デル・レイ：2回 (2006–07, 2009–10)
- スーペルコパ・デ・エスパーニャ：1回 (2007)

ボタフォゴFR
- カンピオナート・カリオカ：1回 (2013)

### 代表
ブラジル代表
- コパ・アメリカ：1回 (2004)
- FIFAコンフェデレーションズカップ：1回 (2005)

### 個人
- ボーラ・ジ・オーロベストイレブン：1回 (2003)